# Muhammad Subuh Sumohadiwidjojo
Muhammad Subuh Sumohadiwidjojo (* 22. Juni 1901 in Kedungjati bei Semarang, Zentraljava, Niederländisch-Ostindien; † 23. Juni 1987), mit anderem Namen Pak Subuh oder allgemein Bapak genannt, war ein indonesischer islamischer Geistlicher und Gründer der Subud-Bewegung, die in der javanischen mystischen Tradition steht und neben  anderen Bewegungen wie Sumarah und Pangestu eine der mystischen Bewegungen (aliran kebatinan) ist, die im Nachkriegsindonesien erheblich an Bedeutung gewonnen haben.
Muhammad Subuh behauptete, als junger Mann verschiedene mentale Erfahrungen gemacht zu haben, die ihn mit der spirituellen Energie einer höheren Macht in Verbindung brachten. In den 1930er Jahren glaubte er, dass es seine Pflicht sei, die empfangene spirituelle Energie, die er latihan kejiwaan (indonesisch: „Übung der Seele“) nannte, an andere weiterzugeben.
Seit den 1950er Jahren – insbesondere durch seinen Besuch in London 1957 – verbreitete sich Subud rasch weltweit und Pak Subuh „subsequently travelled the world more than 17 times“.
John G. Bennett (1897–1974), der aktiv an der Gründung des britischen Zweigs der Subud-Bewegung beteiligt war, berichtet in seiner Autobiographie über zahlreiche spirituelle Strömungen des 20. Jahrhunderts und ihre Vertreter, auch über seine Begegnung mit Pak Subuh.
Der an der Universität Lund forschende niederländisch-schwedischen Religionswissenschaftler Antoon Geels (1946–2020) hat sich in verschiedenen Arbeiten um die Erforschung der Bewegung verdient gemacht.